# Eugène Le Roy
Eugène Le Roy (29 tháng 11 năm 1836 tại Hautefort – 6 tháng 5 năm 1907 tại Montignac) là một nhà văn Pháp.

## Tác phẩm
Các tác phẩm văn học chủ yếu của Le Roy: 
- Cái cối xay gió của Phơrau (1895)
- Jacquou người nông dân nổi dậy (1899)
- Nixét và Milu (1901)
- Ở xứ sỏi đá (1906)
- Những người làng Ôbơrôcơ (1907)
- Kẻ thù của thần chết (1913)